# Stanley Holloway
Pour les articles homonymes, voir Holloway.
Stanley Holloway est un acteur britannique, né le 1er octobre 1890 à Manor Park, en ce temps dans le comté d'Essex et aujourd'hui inclus dans Londres (Royaume-Uni) et mort le 30 janvier 1982 à Littlehampton dans le Sussex de l'Ouest (Royaume-Uni). Il a été fait officier de l'Ordre de l'Empire britannique le 31 décembre 1959.

## Filmographie

### Au cinéma
- 1921 : The Rotters de A. V. Bramble : Arthur Wait
- 1929 : The Co-Optimists d'Edwin Greenwood
- 1933 : Sleeping Car d'Anatole Litvak : Francois
- 1933 : The Girl from Maxim's d'Alexander Korda : Mongicourt
- 1934 : Love at Second Sight de Paul Merzbach : PC
- 1934 : D'Ye Ken John Peel? de Henry Edwards : Sam Small
- 1934 : Lily of Killarney de Maurice Elvey : Père O'Flynn
- 1934 : Road House de Maurice Elvey : Donovan
- 1934 : Sing As We Go de Basil Dean : Policier
- 1935 : Play Up the Band de Henry Hugues : Sam Small
- 1935 : Squibs de Henry Edwards : Constable Charley Lee
- 1937 : Sam Small Leaves Town d'Alfred J. Goulding : Richard Manning
- 1937 : Song of the Forge de Henry Edwards : Joe / Sir William Barrett
- 1937 : The Vicar of Bray de Henry Edwards : The Vicar of Bray
- 1937 : Cotton Queen de Bernard Vorhaus : Sam Owen
- 1937 : Our Island Nation de John Hunt
- 1939 : Sam Goes Shopping : Sam / Narrator
- 1941 : La Commandante Barbara (Major Barbara) de Gabriel Pascal et Harold French : Policeman
- 1942 : Salute John Citizen de Maurice Elvey : Oskey
- 1944 : Heureux Mortels (This Happy Breed) de David Lean : Bob Mitchell
- 1944 : L'Héroïque Parade (The Way Ahead) de Carol Reed : Pvt. Ted Brewer
- 1944 : Champagne Charlie d'Alberto Cavalcanti : The Great Vance
- 1945 : Le Chemin des étoiles (The Way to the Stars) de Anthony Asquith : Mr. Palmer
- 1945 : Brève Rencontre (Brief Encounter) de David Lean : Albert Godby
- 1945 : César et Cléopâtre (Caesar and Cleopatra) de Gabriel Pascal : Belzanor
- 1946 : Wanted for Murder de Lawrence Huntington : Sgt. Sullivan
- 1946 : Carnival de Stanley Haynes : Charlie Raeburn
- 1947 : Meet Me at Dawn de Thornton Freeland : Emile
- 1947 : Nicholas Nickleby (en) de Alberto Cavalcanti : Vincent Crummles
- 1948 : Snowbound de David MacDonald : Joe Wesson
- 1948 : One Night with You de Terence Young : Tramp
- 1948 : Hamlet de Laurence Olivier : Gravedigger
- 1948 : Winslow contre le roi (The Winslow Boy) d'Anthony Asquith : Comedian
- 1948 : Noose d'Edmond T. Gréville : Insp. Kendall
- 1948 : Un autre rivage (Another Shore) de Charles Crichton : Alastair McNeil
- 1949 : Passeport pour Pimlico (Passport to Pimlico) de Henry Cornelius : Arthur Pemberton
- 1949 : The Perfect Woman de Bernard Knowles : Ramshead
- 1950 : Midnight Episode de Gordon Parry : Professor Prince
- 1951 : One Wild Oat de Charles Saunders : Alfred Gilbey
- 1951 : De l'or en barres (The Lavender Hill Mob) de Charles Crichton : Alfred Pendlebury
- 1951 : La Boîte magique (The Magic Box) de John Boulting : Broker's Man
- 1951 : Lady Godiva de Frank Launder : Mr Clark
- 1952 : La maison des Lords n'est pas à vendre (The Happy Family) de Muriel Box : Henry Lord
- 1952 : Meet Me Tonight d'Anthony Pelissier : Henry Gow: Fumed Oak
- 1953 : Fast and Loose de Gordon Parry : Mr Crabb
- 1953 : Tortillard pour Titfield (The Titfield Thunderbolt) de Charles Crichton : Valentine
- 1953 : The Beggar's Opera de Peter Brook : Mr Lockit
- 1953 : A Day to Remember de Ralph Thomas : Charley Porter
- 1953 : Meet Mr. Lucifer d'Anthony Pelissier : Sam Hollingsworth / Mr Lucifer
- 1955 : An Alligator Named Daisy de J. Lee Thompson : le Général
- 1956 : Jumping for Joy de John Paddy Carstairs : Captain Jack Montague
- 1959 : Alive and Kicking de Cyril Frankel : MacDonagh
- 1959 : No Trees in the Street de J. Lee Thompson : Kipper
- 1961 : Deux des commandos (On the Fiddle) de Cyril Frankel : Mr. Cooksley
- 1961 : Pas d'amour pour Johnny (No Love for Johnnie) de Ralph Thomas : Fred Andrews
- 1964 : My Fair Lady de George Cukor : Alfred P. Doolittle
- 1965 : Première Victoire (In Harm's Way) d'Otto Preminger : Clayton Canfil
- 1965 : Les Dix Petits Indiens (Ten Little Indians) de George Pollock : Det. William Henry Blore
- 1966 : The Sandwich Man de Robert Hartford-Davis : Park Gardener
- 1968 : Mrs. Brown, You've Got a Lovely Daughter de Saul Swimmer (en) : George G. Brown
- 1969 : Istanbul, mission impossible (Target: Harry) de Roger Corman : Jason Carlyle
- 1970 : La Vie privée de Sherlock Holmes (The Private Life of Sherlock Holmes) de Billy Wilder : Gravedigger
- 1971 : Flight of the Doves (en) de Ralph Nelson : Juge Liffy
- 1972 : Up the Front (en) de Bob Kellett (en) : Vincento
- 1975 : Le Voyage de la peur (Journey Into Fear) de Daniel Mann : Mr Mathews

### À la télévision
- 1960 : The Mikado (TV) : Pooh-Bah
- 1960 : An Arabian Night (TV) : Ibrahim
- 1962 : Our Man Higgins (en) (série TV) : Higgins
- 1968 : Thingumybob (série TV) : Bob Bridge
- 1969 : Le Complot du silence (en) (Run a Crooked Mile) (TV) : Caretaker
- 1973 : Dr. Jekyll and Mr. Hyde (TV) : Poole